# Road to Yesterday
Road To Yesterday es una película nigeriana de drama romántico  de carretera de 2015 dirigida por Ishaya Bako. Está protagonizada por Genevieve Nnaji, Oris Erhuero, Majid Michel y Chioma 'Chigul' Omeruah. La película, coproducida por Genevieve Nnaji, es su primer proyecto como productora.

## Sinopsis
Con la esperanza de enmendar su tenso matrimonio, una pareja a punto de separarse emprende un viaje por carretera al funeral de un familiar.

## Elenco
- Genevieve Nnaji como Victoria
- Oris Erhuero como Izu
- Chioma Omeruah como Onome
- Majid Michel como John
- Ebele Okaro-Onyiuke como mamá de Victoria

## Producción
La filmación de la película se realizó principalmente en el estado de Lagos, a partir de febrero de 2015. Fue producida con el apoyo de Africa Magic. Road To Yesterday es la primera película de Nnaji como productora, y el primer largometraje de Ishaya Bako. Se rodó con un presupuesto estimado de 30 millones de nairas.

## Promociones
El sitio web oficial se lanzó el 30 de septiembre de 2015. El 2 de octubre, Genevieve Nnaji, junto con el director, Ishaya Bako, promocionaron la película a través de emisoras de radio. También tuvo una proyección para los medios el 27 de octubre en el Genesis Deluxe Cinema, Lekki. Los protagonistas, Nnaji y Erhuero, estuvieron en la edición de noviembre de Vanguard Allure Magazine.

## Lanzamiento
Los avances estuvieron disponibles en línea el 29 de septiembre de 2015. El avance oficial de la película se lanzó en línea el 27 de octubre del mismo año. La película estaba programada para estrenarse el 18 de noviembre de 2015, pero en cambio tuvo su estreno mundial en el Festival Internacional de Cine de África el 13 de noviembre de 2015. Se estrenó en los cines nigerianos el 27 de noviembre, después de un estreno en el cine Silverbird, Abuya, el 25 de noviembre.